# Hacqueville
Hacqueville est une commune française située dans le département de l'Eure en région Normandie.

## Géographie

### Localisation
La commune se situe sur le plateau du Vexin normand, à 13 km à l'est des Andelys.
| Le Thil  | Le Thil     | Étrépagny                  |
| Farceaux | Hacqueville | Sainte-Marie-de-Vatimesnil |
| Suzay    | Richeville  |                            |

### Hydrographie
La commune est située dans le bassin Seine-Normandie. Elle n'est drainée par aucun cours d'eau,.

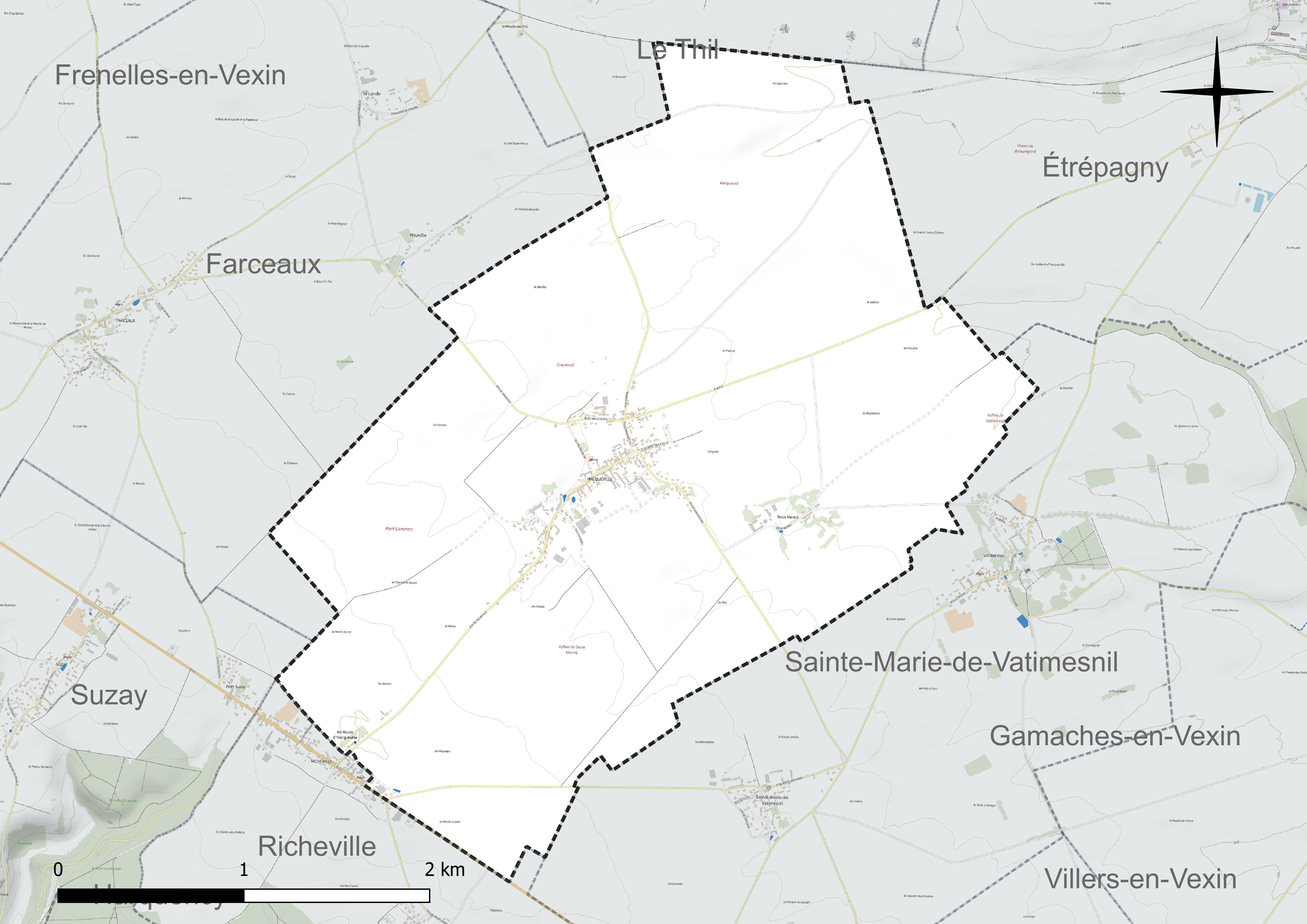
Réseau hydrographique d'Hacqueville.

### Climat
Pour des articles plus généraux, voir Climat de la Normandie et Climat de l'Eure.
En 2010, le climat de la commune est de type climat océanique dégradé des plaines du Centre et du Nord, selon une étude du CNRS s'appuyant sur une série de données couvrant la période 1971-2000. En 2020, Météo-France publie une typologie des climats de la France métropolitaine dans laquelle la commune est exposée à un climat océanique et est dans une zone de transition entre les régions climatiques « Sud-ouest du bassin Parisien » et « Côtes de la Manche orientale ». Parallèlement le GIEC normand, un groupe régional d’experts sur le climat, différencie quant à lui, dans une étude de 2020, trois grands types de climats pour la région Normandie, nuancés à une échelle plus fine par les facteurs géographiques locaux. La commune est, selon ce zonage, exposée à un « climat des plateaux abrités », correspondant aux plaines agricoles de l’Eure, avec une pluviométrie beaucoup plus faible que dans la plaine de Caen en raison du double effet d’abri provoqué par les collines du Bocage normand et par celles qui s’étendent sur un axe du Pays d'Auge au Perche.
Pour la période 1971-2000, la température annuelle moyenne est de 10,8 °C, avec une amplitude thermique annuelle de 14,6 °C. Le cumul annuel moyen de précipitations est de 729 mm, avec 11,4 jours de précipitations en janvier et 7,9 jours en juillet. Pour la période 1991-2020, la température moyenne annuelle observée sur la station météorologique la plus proche, située sur la commune d'Étrépagny à 5 km à vol d'oiseau, est de 11,3 °C et le cumul annuel moyen de précipitations est de 774,0 mm,. Pour l'avenir, les paramètres climatiques de la commune estimés pour 2050 selon différents scénarios d’émission de gaz à effet de serre sont consultables sur un site dédié publié par Météo-France en novembre 2022.

## Urbanisme

### Typologie
Au 1er janvier 2024, Hacqueville est catégorisée commune rurale à habitat dispersé, selon la nouvelle grille communale de densité à 7 niveaux définie par l'Insee en 2022. Elle est située hors unité urbaine. Par ailleurs la commune fait partie de l'aire d'attraction de Paris, dont elle est une commune de la couronne,. 

### Occupation des sols
L'occupation des sols de la commune, telle qu'elle ressort de la base de données européenne d’occupation biophysique des sols Corine Land Cover (CLC), est marquée par l'importance des territoires agricoles (96 % en 2018), une proportion identique à celle de 1990 (96 %). La répartition détaillée en 2018 est la suivante : terres arables (93,1 %), zones urbanisées (4 %), prairies (2,9 %). L'évolution de l’occupation des sols de la commune et de ses infrastructures peut être observée sur les différentes représentations cartographiques du territoire : la carte de Cassini (XVIIIe siècle), la carte d'état-major (1820-1866) et les cartes ou photos aériennes de l'IGN pour la période actuelle (1950 à aujourd'hui).

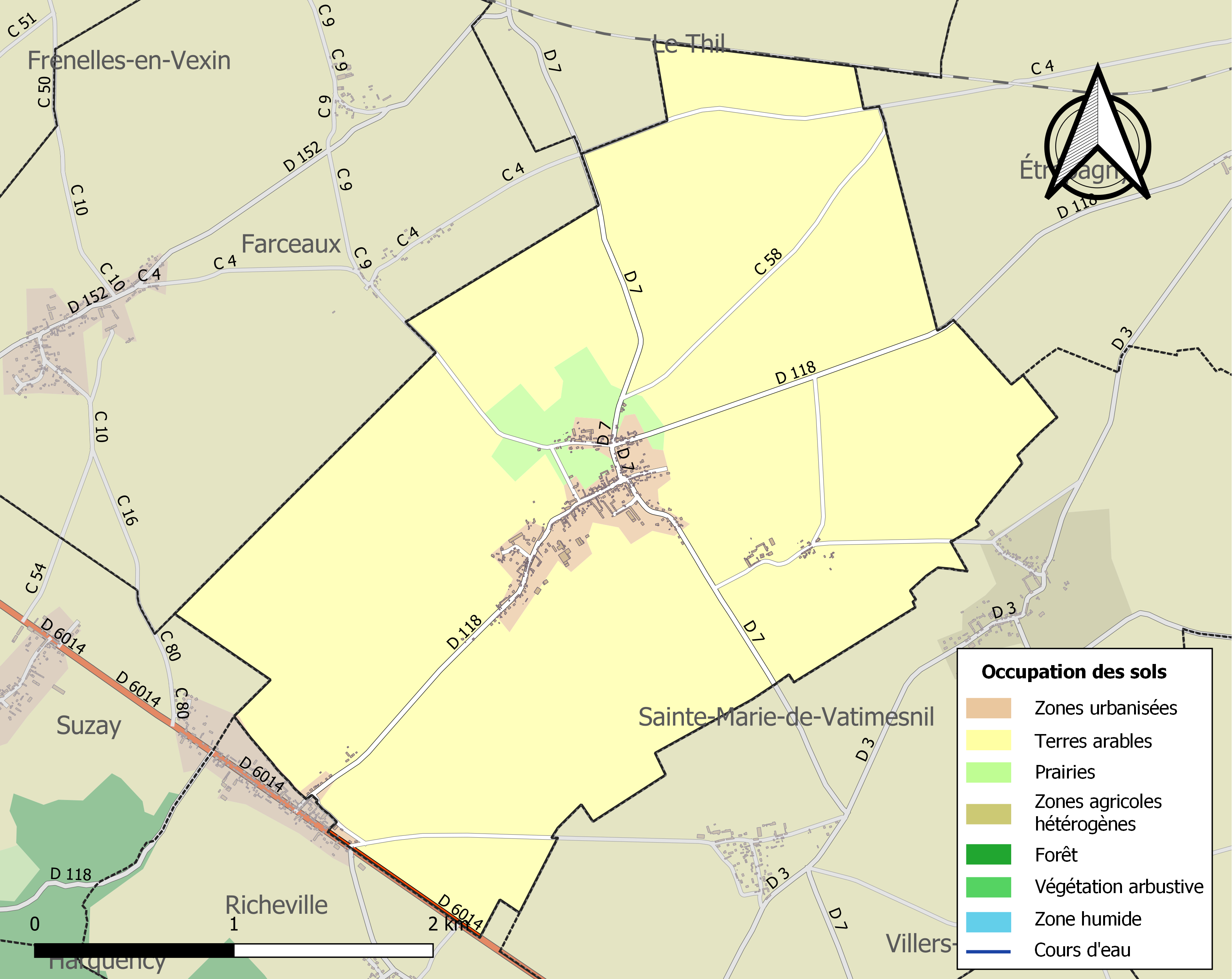
Carte des infrastructures et de l'occupation des sols de la commune en 2018 (CLC).

## Toponymie
Le nom de la localité est attesté sous les formes Haracavilla en 1130 (charte de Henri Ier), Hasque villa (registre Philippe Auguste) / Hasquevilla en 1213, Harachavilla en 1234 (bulle de Grégoire IX), Hakevilla en 1240, Haakevilla en 1245 (cartulaire de Jumièges), Hacqueville en Vexin en 1523 (Revue de la Normandie),,.
Il s'agit d'une formation toponymique en -ville au sens ancien de « domaine rural ». L'appellatif ville est précédé d'un anthroponyme, comme dans la plupart des cas pour ce type de formation. François de Beaurepaire ne se prononce pas et considère l'élément Haraca- Haracha- comme obscur, tout en expliquant que l'affaiblissement du [r] devant une autre consonne est fréquente en Normandie. Ernest Nègre propose le nom de personne germanique occidental Hericho (autrement Hairicus), cité par Marie-Thérèse Morlet, nuançant Albert Dauzat qui avait en son temps suggéré Haricho.
Remarque : il n'existe aucune trace du passage de Her- / Hair- à Har- dans les formes anciennes qui permettrait de justifier un Hericho / Hairicus. Certaines formes anciennes sont analogues à celle relevée pour Herqueville, Harachivilla en 1150, également située dans le Vexin normand à 28 km, mais cette dernière est cependant rejetée par François de Beaurepaire qui ne conserve que la forme Harquevilla de 1308. Il existe également un quartier Hacqueville et une plage de ce nom à Granville (Manche).

## Histoire
Une charte d'Henri Ier, vers 1130, mentionne la donation d'Hacqueville par Roger de Clères en faveur de l'abbaye de Conches. Il existait un prieuré Saint-Étienne, donné par Robert de Poissy, seigneur d'Hacqueville, à l'abbaye de Conches vers 1220. En 1390, Guillaume de Léon est seigneur d'Hacqueville.
La commune de Doux-Mesnil est réunie en 1808 à Hacqueville.

## Politique et administration
| Période                                  | Période   | Identité                              | Étiquette | Qualité             |
| ---------------------------------------- | --------- | ------------------------------------- | --------- | ------------------- |
| Les données manquantes sont à compléter. |           |                                       |           |                     |
| vers 1877                                |           | Louis Norbert Gérard                  |           |                     |
| vers 1882                                |           | Ch. Moreau                            |           |                     |
| vers 1886                                |           | J. Bourgeois                          |           |                     |
| 1888                                     | 1893      | Jules Hyacinthe Rousselin (1851-1928) |           | Agriculteur         |
| Les données manquantes sont à compléter. |           |                                       |           |                     |
| vers 1908                                | vers 1919 | Emile Alfred Ancourt                  |           | Officier d'académie |
| Les données manquantes sont à compléter. |           |                                       |           |                     |
|                                          | 2001      | Michel Jullien                        |           |                     |
| 2001                                     | 2014      | Jean Jacques Pilinski                 |           |                     |
| 2014                                     | 2020      | Dominique Boulanger                   |           |                     |
| 2020                                     |           | France Duval                          |           |                     |
| Les données manquantes sont à compléter. |           |                                       |           |                     |

## Démographie
L'évolution du nombre d'habitants est connue à travers les recensements de la population effectués dans la commune depuis 1793. Pour les communes de moins de 10 000 habitants, une enquête de recensement portant sur toute la population est réalisée tous les cinq ans, les populations de référence des années intermédiaires étant quant à elles estimées par interpolation ou extrapolation. Pour la commune, le premier recensement exhaustif entrant dans le cadre du nouveau dispositif a été réalisé en 2007.

En 2022, la commune comptait 403 habitants, en évolution de −8,82 % par rapport à 2016 (Eure : −0,25 %, France hors Mayotte : +2,11 %).
| 1793 | 1800 | 1806 | 1821 | 1831 | 1836 | 1841 | 1846 | 1851 |
| ---- | ---- | ---- | ---- | ---- | ---- | ---- | ---- | ---- |
| 468  | 441  | 431  | 505  | 480  | 494  | 458  | 471  | 476  |

| 1856 | 1861 | 1866 | 1872 | 1876 | 1881 | 1886 | 1891 | 1896 |
| ---- | ---- | ---- | ---- | ---- | ---- | ---- | ---- | ---- |
| 416  | 433  | 450  | 426  | 451  | 448  | 446  | 454  | 427  |

| 1901 | 1906 | 1911 | 1921 | 1926 | 1931 | 1936 | 1946 | 1954 |
| ---- | ---- | ---- | ---- | ---- | ---- | ---- | ---- | ---- |
| 397  | 405  | 420  | 359  | 352  | 350  | 377  | 384  | 377  |

| 1962 | 1968 | 1975 | 1982 | 1990 | 1999 | 2006 | 2007 | 2012 |
| ---- | ---- | ---- | ---- | ---- | ---- | ---- | ---- | ---- |
| 410  | 378  | 293  | 322  | 368  | 420  | 455  | 460  | 450  |

| 2017 | 2022 | - | - | - | - | - | - | - |
| ---- | ---- | - | - | - | - | - | - | - |
| 438  | 403  | - | - | - | - | - | - | - |

## Culture locale et patrimoine

### Lieux et monuments

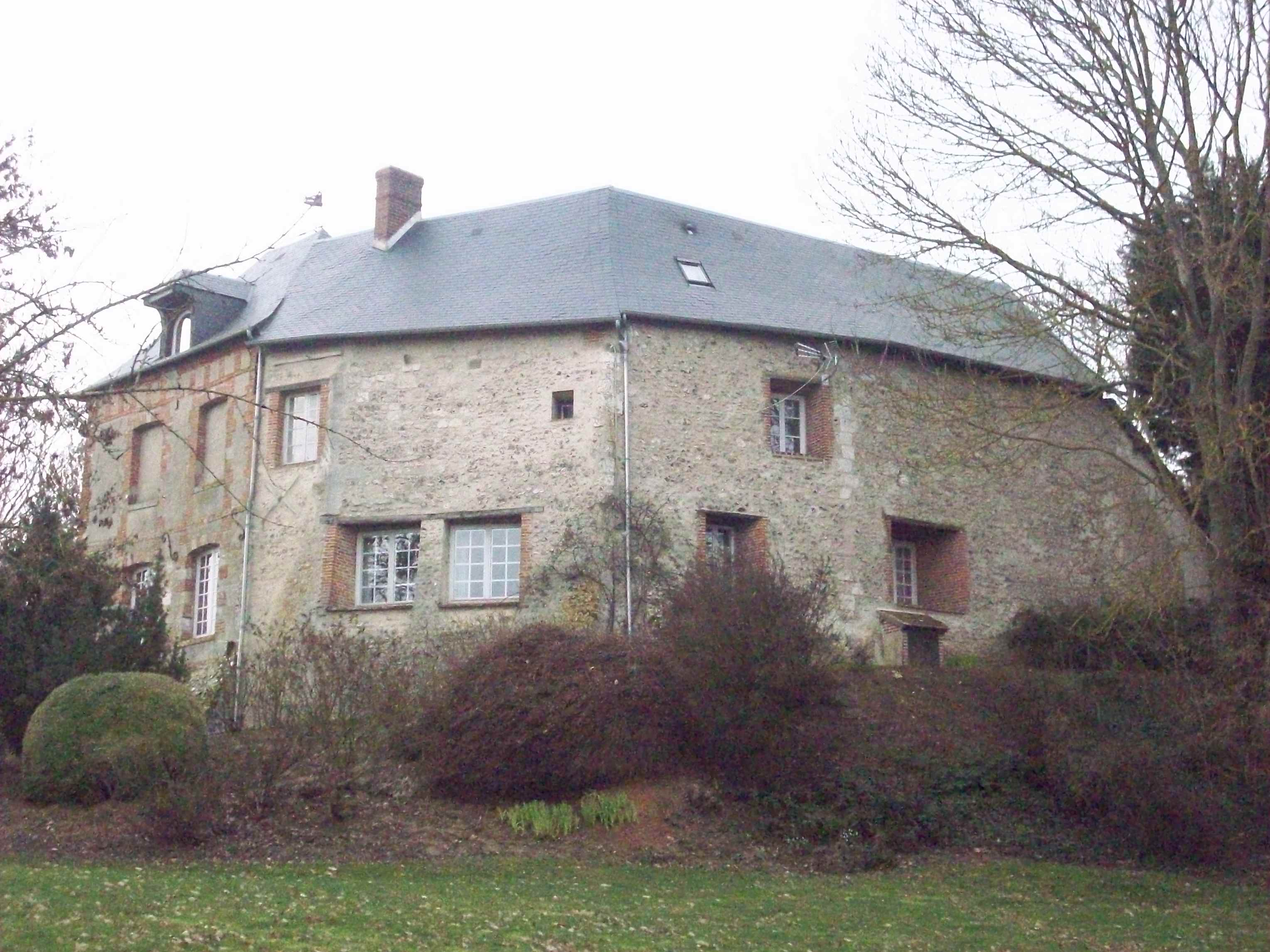
Le château.

La commune d'Hacqueville compte plusieurs édifices répertoriés à l'Inventaire général du patrimoine culturel :
- sur Douxmesnil :
  - l'église Saint-Candé-Sainte-Agathe (XIIe siècle ?)[25] ; elle a été transformée en grange vers 1812 ;
  - un manoir du XVIIIe siècle[26] ;
  - deux fermes : une du XVIIIe siècle[27] et une autre du XIXe siècle[28].
- l'église Saint-Lucien[29] (XIIe, XVIe et XVIIIe siècles) et son mobilier[30];
- un château fort des XIIe[31], XVIe, XVIIe et XVIIIe siècles[32] ; ce château sur motte est de type donjon-chemise.

Le tronc de cône mesure 50 mètres de diamètre au sommet pour une hauteur de 3 mètres par rapport au plateau. Le fossé, qui devait mesurer 25 mètres de largeur, est aujourd'hui comblé. La plate-forme sommitale accueille deux bâtiments et un mur d'enceinte. Sous le bâtiment ouest sont aménagées quatre caves dont deux médiévales. La première, constituée d'une salle voûtée en berceau de 5,4 × 3,3 m, est construite en fosse. Dans son mur nord s'ouvre une porte qui permet l'accès à une seconde cave faite d'un escalier droit et d'une galerie coudée desservant cinq cellules de stockage. Les différents modes de construction et la datation par Gilles Deshayes des diverses parties, XIIIe – XIVe siècle permettent d'élaborer une hypothèse de l'évolution du site. Une enceinte circulaire primitive aurait été comblée lors de l'aménagement de la première cave, époque où a été édifié le mur périphérique.
Ces vestiges sont les restes d'un château plus puissant où était encore visible, en 1639, un donjon et un pont-levis.
La première mention du site en 1144 est probablement largement postérieure à la construction de la fortification. Le site primitif est à rapprocher d'un type d'ouvrages de terre de la première moitié du XIe siècle. Les terres d'Hacqueville relevaient de la seigneurie de Tosny, puissante famille normande à cette époque ;
- un prieuré de bénédictins Saint-Étienne des XIIIe et XIXe siècles au lieu-dit le Prieuré[34] ; ce prieuré, fondé en 1220, était une dépendance de l'abbaye de Conches ; sa ferme a été vendue comme bien national à la Révolution et détruite avant 1825.

### Personnalités liées à la commune

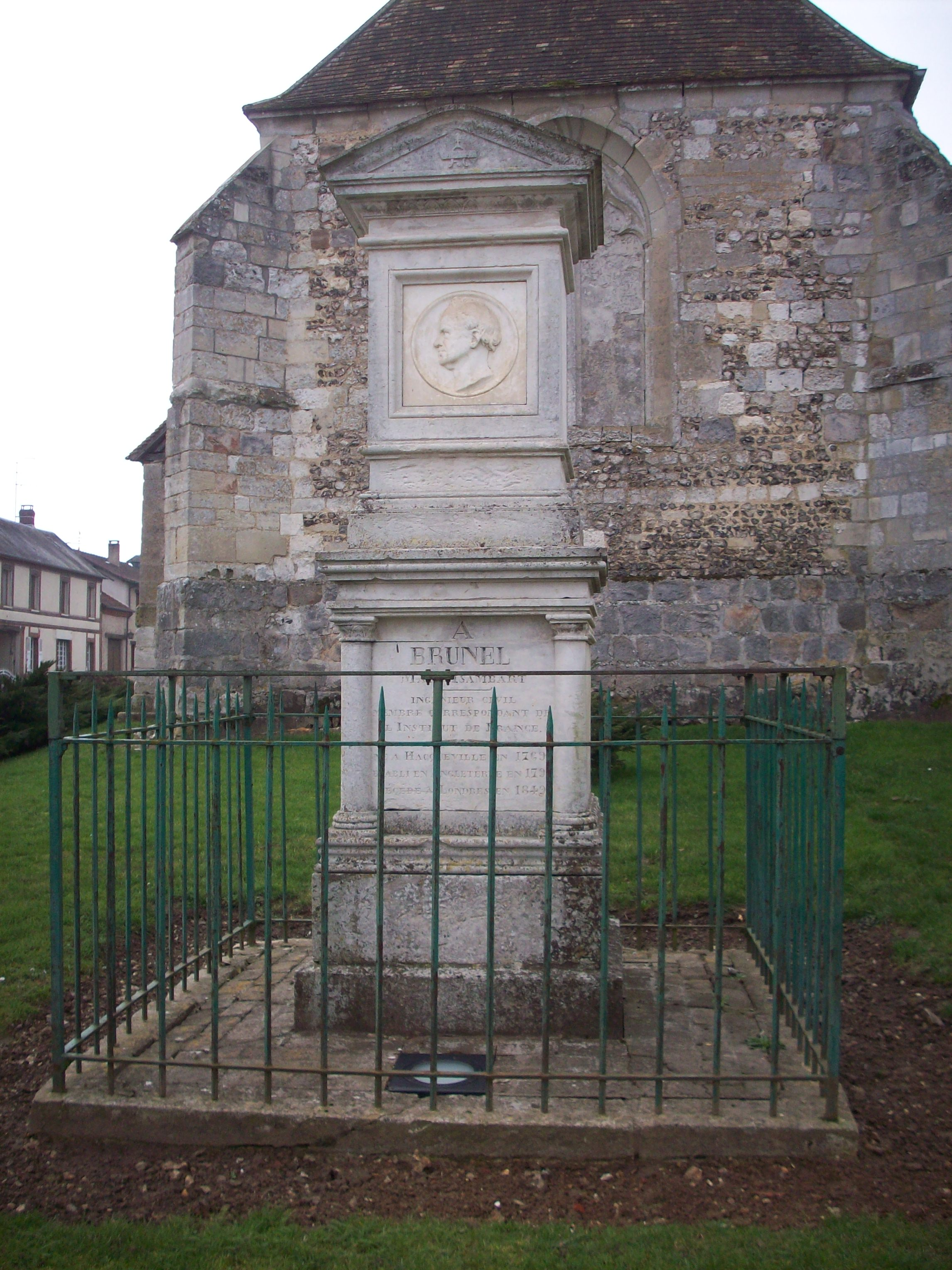
Monument à la mémoire de Marc Brunel.

- Guillaume de Léon (ca 1340), seigneur de Hacqueville a sa sépulture[35] dans l'église Saint-Lucien.
- Marc Isambart Brunel (1769 à Hacqueville-1849), ingénieur très connu en Angleterre et aux États-Unis, pour avoir creusé le premier tunnel sous l'eau à Londres, sous la Tamise, en 1843.
Le tunnel sous la Tamise a longtemps été considéré comme la huitième merveille du monde.
On peut voir dans le village sa maison natale.
Un monument à sa mémoire a été érigé près du chevet de l'église.
Il est le père de l'ingénieur Isambard Kingdom Brunel, très célèbre aussi pour la construction de lignes de chemin de fer. Il est l'auteur du canal d'Albany et du théâtre de New York.

## Héraldique
| Blason de Hacqueville | Blason  | De gueules à trois léopards d'or, armés et lampassés d'azur l'un au-dessus de l'autre, accostés de deux fleurs de lis d'or, à un cordage noué d'argent posé en orle et enfermant le tout. |
| Blason de Hacqueville | Détails | Les léopards d'or rappellent les armoiries de la Normandie. Créé par JF Binon. Sur PanneauPocket en 2023                                                                                  |